# Eupithecia cerynea
Eupithecia cerynea är en fjärilsart som beskrevs av Druce 1893. Eupithecia cerynea ingår i släktet Eupithecia och familjen mätare. Inga underarter finns listade i Catalogue of Life.